# Хелена (Монтана)
Хелена (енгл. Helena; IPA:  ) је главни град америчке савезне државе Монтана. По подацима из 2000. у Хелени је живело 25.780 становника.

## Географија
Хелена се налази на надморској висини од 1.181 m. 

## Демографија
По попису из 2010. године број становника је 28.190, што је 2.41 (9,3%) становника више него 2000. године.
|                   | 2010.           | 2000.           |
| Укупно            | 28 190 (100,0%) | 25 780 (100,0%) |
| Белци             | 25 831 (91,63%) | 24 191 (93,84%) |
| Остали            | 1 357 (4,814%)  | 899 (3,487%)    |
| Хиспаноамериканци | 779 (2,763%)    | 430 (1,668%)    |
| Азијати           | 205 (0,727%)    | 201 (0,780%)    |
| Афроамериканци    | 18 (0,064%)     | 59 (0,229%)     |